# Муто Хірокі
Хірокі Муто (яп. 武藤 弘樹, нар. 26 червня 1997) — японський лучник, бронзовий призер Олімпійських ігор 2020 року.

## Виступи на Олімпіадах
| Олімпіада  | Дисципліна        | Місце |
| ---------- | ----------------- | ----- |
| Токіо 2020 | командна першість | 3     |
| Токіо 2020 | змішана команда   | 9     |